# Gérard VI de Holstein
Gérard VI de Holstein (tué le 4 août 1404), est l'un des comtes de Holstein (1381-1404) et des ducs de Schleswig (1386-1404).

## Biographie
Gérard VI de Holstein était le fils aîné du comte Henri II de Holstein dit « de Fer » et d'Ingeburge de Mecklembourg-Schwerin (morte en 1395, fille d'Albert II de Mecklembourg et d'Euphémie de Suède), et le petit-fils de Gérard III de Holstein et Sophie de Mecklembourg (fille de Richiza de Danemark). En 1381, il hérite de son père le comté de Holstein-Rendsburg, en indivision avec ses frères.
La reine Marguerite Ire exerçait la régence des royaumes de Danemark et de Norvège au nom de son fils Olaf. Désireuse de faire valoir les droits de ce dernier contre Albert de Mecklembourg qui s’était emparé du royaume de Suède, elle souhaite régler la question du Schleswig qui était un sujet de querelles récurrentes avec les comtes de Holstein depuis l’investiture de Gérard III de Holstein à ce duché en 1326.
A la diète de Nyborg le 2 juillet 1386, elle investit Gérard VI de Holstein et le duché de Schleswig comme fief danois. Après la mort de son fils en 1392, la reine qui gouverne alors au nom de son neveu Éric de Poméranie, lui cède Vordinbourg.
En 1390, après la mort du comte Adolphe IX de Holstein-Plön, Gérard VI hérite de Kiel et de Plön, les autres parties du comté de Holstein. La disparition de son oncle Nicolas de Holstein-Rendsbourg en 1397 le laisse avec ses frères seuls héritiers de l’ensemble du Holstein. Un nouveau partage est décidé lors de la convention de Bornhöved le 24 juin 1397 et Gérard VI reçoit une part du Holstein en sus du Schleswig. Son frère Albert qui reçoit le Holstein-Segberg pendant que leur cadet Henri III (mort en 1421) sera élu en 1402 évêque d’Osnabrück.
En 1397, Gérard VI, refuse de rendre l’hommage pour le Duché de Schleswig à Éric de Poméranie le neveu et successeur désigné depuis 1396 de Marguerite Ire.
Le 28 septembre 1403 Albert II de Holstein, perd la vie d’une chute de cheval lors d’une expédition contre les Dithmarses,. Pour venger la mort de son frère Gérard VI lève une imposante armée et décide de mettre fin à l’indépendance des Dithmarses. Il est tué dès le premier engagement le 4 août 1404. Son armée sans chef est mise en déroute et 300 nobles du Holstein sont tués.
Gérard VI laisse comme successeur sous la régence de leur mère Catherine-Élisabeth de Brunswick-Lunebourg deux fils Henri IV âgé de 7 ans et Adolphe XI âgé de 3 ans et un enfant qui naîtra posthume, le futur Gérard VII.
Son frère Henri s’empresse de quitter son évêché pour conclure une trêve avec les Dithmarses et accourt pour disputer la régence de ses neveux et revendiquer une partie du comté. La reine Marguerite Ire intervient et un compromis est signé entre les parties : Catherine-Élisabeth doit abandonner le comté de Holstein à son beau-frère et se réfugier au Schleswig. Son fils aîné sera élevé à la cour de Danemark et le puiné en Allemagne par des fidèles de son oncle et le cadet demeurera auprès de sa mère.

## Union et postérité
De son union en 1391 avec Catherine-Élisabeth de Brunswick-Lunebourg, fille de Magnus II de Brunswick-Lunebourg, il laisse :
- Henri IV (1397-1427) comte de Holstein-Rendsburg 1404-1427 duc de Schleswig
- Adolphe XI ou VIII de Holstein (1401-1459) comte de Holstein-Rendsburg 1427-1433 puis duc de Schleswig 1433-1459.
- Hedwige d'Holstein (en) épouse le 18 avril 1417 Balthazar de Mecklembourg-Werle-Güstrow (mort le 5 avril 1421) et le 23 novembre 1423 Thierry d'Oldenbourg : parents du roi Christian Ier.
- Gérard VII (1404-1433) comte de Holstein-Rendsburg 1427-1433,